# Corvette Summer
Corvette Summer (conocida en Español como Correrías de verano) es una película de comedia y aventuras estadounidense de 1978.
Producida por la Metro-Goldwyn-Mayer, dirigida por Matthew Robbins, producida por Hal Barwood, con guion de Hal Barwood y Matthew Robbins, fotografía de Frank Stanley y música de Craig Safan.
El actor principal es Mark Hamill, interpretando su primera película tras el éxito inesperado de Star Wars: Episode IV - A New Hope. La película le valió para una nominación a los Premios Globo de Oro. Junto con Hamill actúa la actriz Annie Potts.

## Argumento
El Chevrolet Corvette de 1976 era la verdadera estrella. Este film cuenta la historia del joven Kenny Dantley (Mark Hamill), quien arma un Corvette junto a sus amigos y lo bautiza como Stingray, pero se lo roban muy pronto y pasa el verano tratando de buscarlo hasta en Las Vegas.

## Reparto
| Actor             | Rol                     |
| ----------------- | ----------------------- |
| Mark Hamill       | Kenneth W. Dantley, Jr. |
| Annie Potts       | Vanessa                 |
| Eugene Roche      | Ed McGrath              |
| William Bryant    | Policía                 |
| Richard Mckenzie  | Principal Bacon         |
| Kim Milford       | Wayne Lowry             |
| Philip Bruns      | Gil                     |
| Danny Bonaduce    | Kootz                   |
| Jane Un. Johnston | Señora Dantley          |
| Albert Insinnia   | Ricci                   |
| Stanley Kamel     | Timador de Las Vegas    |
| Jason Ronard      | Tony                    |
| Brion James       | Jeff                    |
| John Miller       | Principal               |
| Dick Miller       | El señor Afortunado     |
| Isaac Ruiz        | Tico                    |
| Jonathan Terry    | Nuys Policía            |
| Wendie Jo Sperber | Kuchinsky               |